# Hannah Einbinder
Hannah Einbinder (Los Angeles, 21 maggio 1995) è un'attrice e comica statunitense.
È nota per il ruolo di Ava Daniels nella serie televisiva Hacks, per la quale ha ricevuto candidature al Premio Emmy, al Critics Choice Television Award, allo Screen Actors Guild Award e al Golden Globe.

## Biografia
Hannah Einbinder è nata in una famiglia ebraica a Los Angeles nel 1995, figlia dell'attrice Laraine Newman e dello sceneggiatore Chad Einbinder. Dopo la laurea in sceneggiatura e produzione alla Chapman University, nel 2019 è apparsa al Just for Laughs nella sezione "nuove proposte"; la National Public Radio la inserì nella sua lista dei dieci giovani comici più promettenti.
Nel marzo 2020 ha fatto il suo debutto televisivo in The Late Show with Stephen Colbert, diventando così la più giovane comica ad avere un monologo nella trasmissione. Il successo è arrivato nel 2021 quando ha interpretato la co-protagonista Ava nella serie televisiva Hacks e per la sua interpretazione ha ricevuto candidature ai maggiori premi televisivi, tra cui il Premio Emmy per la migliore attrice non protagonista in una serie commedia e il Golden Globe per la miglior attrice in una serie commedia o musicale.
È dichiaratamente bisessuale.

## Filmografia

### Cinema
- North Hollywood, regia di Mikey Alfred (2021)

### Televisione
- Hacks – serie TV, 27 episodi (2021-2024)

## Riconoscimenti
- Golden Globe
  - 2022 – Candidatura per la miglior attrice in una serie commedia o musicale per Hacks
  - 2023 – Candidatura per la miglior attrice in una serie commedia o musicale per Hacks
  - 2025 – Candidatura per la miglior attrice non protagonista in una serie commedia o musicale per Hacks
- Critics' Choice Awards
  - 2022 – Candidatura per la migliore attrice non protagonista in una serie commedia per Hacks
- Premio Emmy
  - 2021 – Candidatura per la migliore attrice non protagonista in una serie commedia per Hacks
  - 2023 – Candidatura per la migliore attrice non protagonista in una serie commedia per Hacks